# Blocus de Callao
Guerre du Pacifique
Batailles
Campagne navale
- Chipana
- Iquique
- Punta Gruesa
- Antofagasta (1re)
- Antofagasta (2e)
- Rímac
- Angamos
- Pilcomayo
- Arica (1re)
- Arica (2e)
- Callao

Campagne terrestre
- Topáter
- San Francisco
- Tarapacá
- Los Ángeles
- Alto de la Alianza (Tacna)
- Arica
- Chorrillos
- Miraflores
- Lima
- San Pablo
- Pachia
- La Concepción
- Huamachuco

Le blocus de Callao était une opération militaire pendant la Guerre du Pacifique (1879-1884) réalisée par une escadre chilienne créant le blocus du port de Callao tenu par les péruviens, et des criques voisines entre le 10 avril 1880 et le 17 janvier 1881.

## Antécédents
Après le combat naval d'Angamos le 8 octobre 1879 pendant la campagne navale de la guerre du Pacifique, le Pérou se retrouva avec seulement de petites unités qui n'étaient pas en mesure d'affronter avec succès les frégates blindées chiliennes.
Après la double rupture du blocus d'Arica, le 18 mars 1880, le gouvernement chilien ordonna au commandant en chef de la flotte, l'amiral Galvarino Riveros, de bloquer le port de Callao. Le 10 avril 1880, l'escadre chilienne entame le blocus afin d'empêcher l'arrivée des livraisons d'armes pour l'armée péruvienne et d'annuler le commerce extérieur du Pérou, réalisé principalement par Callao.

## Forces en présence

### Défense de Callao
La place de Callao était défendue par les batteries côtières suivantes :
- La Punta : batterie avec 2 canons lisses Dahlgreen de 1000 livres.
- Maipú : fort avec canons lisses Armstrong de 32 livres.
- Merced : tour blindée rotative avec 2 canons rayés Armstrong de 300 livres.
- Zepita : fort armé de 6 canons lisses Armstrong de 32 livres32.
- Santa Rosa : batterie avec 2 canons rayés Blakely de 500 livres.
- Provisonial : fort armé de 10 canons lisses Armstrong de 32 livres.
- Abtao : fort armé de 8 canons lisses de 32 livres.
- Manco Capac : donjon armé de 4 canons Vavasseur de 300 livres.
- Indépendencia ; tour armée de 2 canons Blakeley de 500 livres.
- Indépendecia : fort avec 3 canons Blakeley de 500 livres.
- Ayacucho : batterie avec 2 canons Blakeley de 500 livres.
- Pichincha : fort avec 4 canons Blakeley de 500 livres.
- Junín: tour blindée avec 2 canons Armstrong de 500 livres.

De plus, les navires de guerre Unión, Oroya, Rímac et Atahualpa se trouvaient dans le port.

### Escadre chilienne
Elle se composait principalement de :
- La frégate blindée Blanco Encalada,
- Le monitor Huáscar,
- La canonnière Pilcomayo,
- les transports  Amazonas, Angamos, Loa et Matías Cousiño
- Les torpilleurs Janequeo et Guacolda.
- La corvette O'Higgins.

## Blocus du port

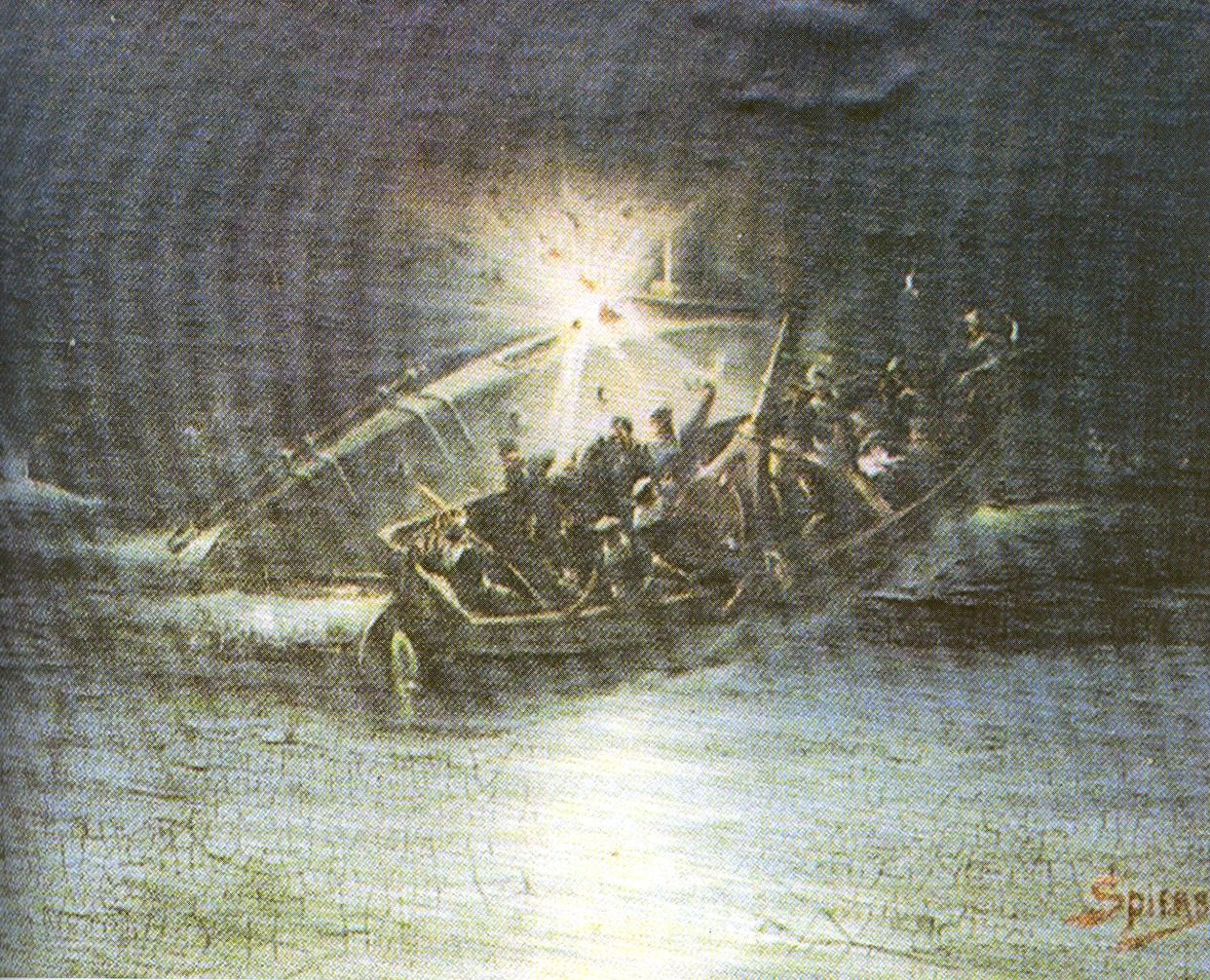
Combat nocturne

À partir du 10 avril 1880, la flotte de la marine chilienne entama un léger blocus du port péruvien de Callao. La flotte chilienne se développait lentement à mesure que des navires supplémentaires devenaient disponibles. De même, la marine péruvienne armait les navires locaux selon que l'équipement le permettait.
Plusieurs fois au cours de la durée du blocus, la flotte chilienne sortit et bombarda la ville. C'était souvent en réponse à une attaque péruvienne, comme le déploiement réussi répété de bombes flottantes déguisées.

## Sabordage de la flotte péruvienne
Après les attaques réussies contre les banlieues de Lima, de San Juan et Miraflores, il est devenu évident que la ville allait tomber aux mains de l'armée chilienne en progression. 

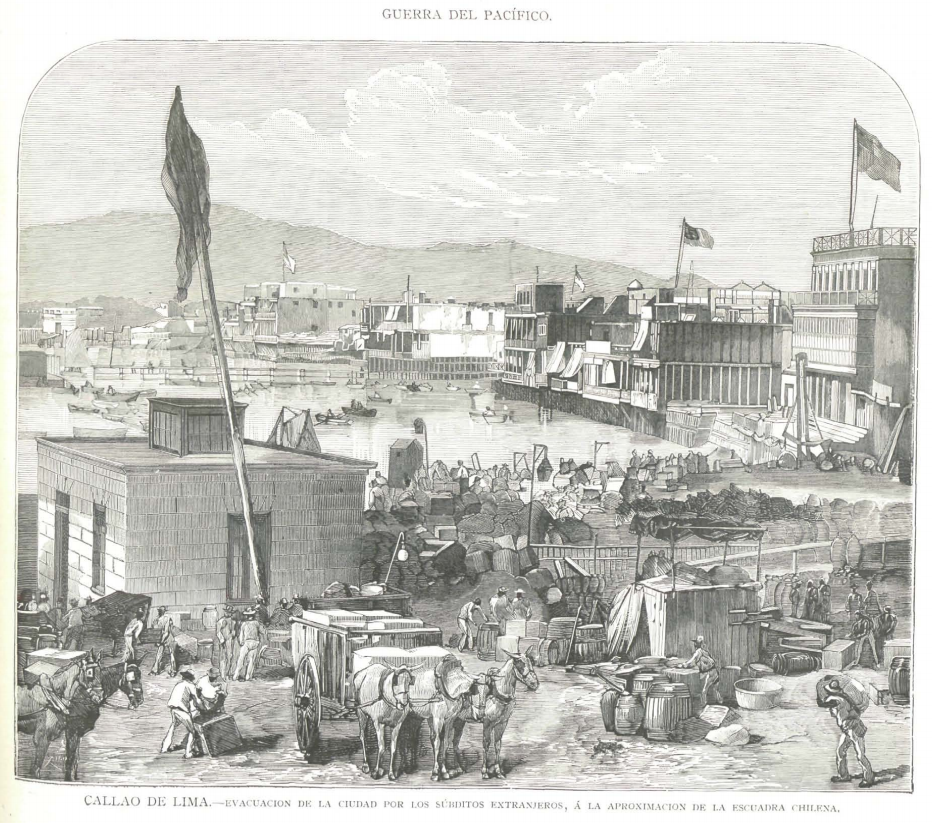
Evacuation de Callao

Dans la nuit du 16 janvier 1881, après la défaite de l'armée péruvienne dans les batailles de San Juan et Miraflores, le secrétaire à la Marine, le capitaine Manuel Villar, ordonna la destruction des défenses portuaires et des navires restants de la marine péruvienne pour empêcher leur capture par les troupes chiliennes. Cet ordre fut exécuté par les capitaines Germán Astete et Manuel Villavisencio à l'aube du 17 janvier 1881. 
Parmi les navires sabordés se trouvaient les derniers cuirassés péruviens, le monitor Atahualpa, le navire-école Apurímac , ainsi que le premier sous-marin du Pérou, le Toro Submarino.
Callao se rendit le 18 janvier 1881, le lendemain du sabordage de la flotte.

### Navires sabordés
| Nom            | Type                | Photo |
| -------------- | ------------------- | ----- |
| Apurímac       | ponton (ex-frégate) |       |
| Atahualpa      | monitor             |       |
| BAP Loa        | navire-école        |       |
| República      | torpilleur          |       |
| Rímac          | Transport militaire |       |
| Talismán       | Transport militaire |       |
| Toro Submarino | sous-marin          |       |